# 波希米亞叛亂

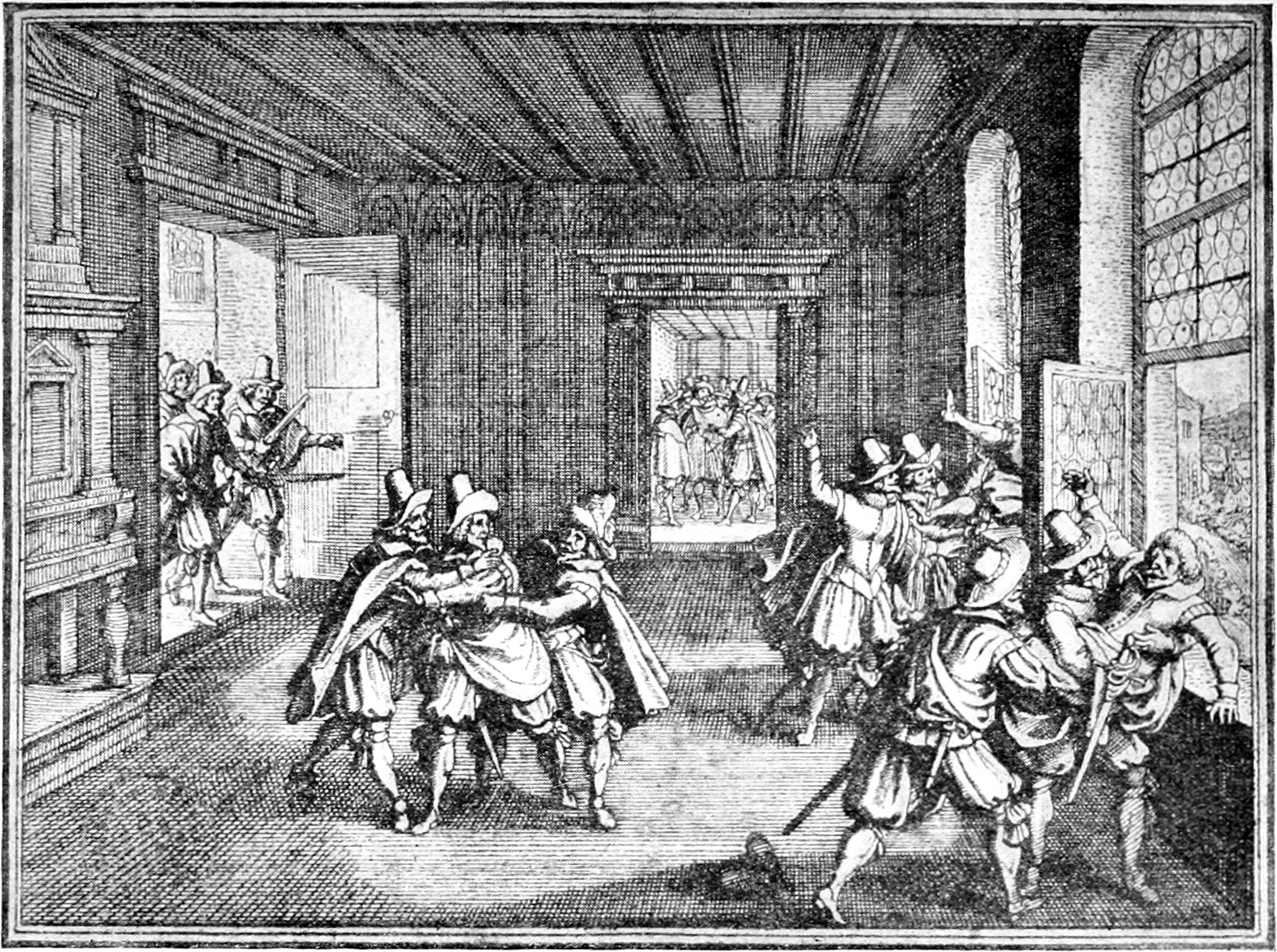
布拉格掷窗事件

波西米亞叛亂（德語：Böhmischer Aufstand；捷克語：České stavovské povstání）是波希米亞地区反對哈布斯堡王朝統治的叛亂，从1618年持续到1620年。它开启了三十年戰爭。波希米亞叛亂是由宗教和權力糾紛引起的。当地的等级贵族幾乎完全是新教徒，主要是胡斯派，但也有大量德意志人口支持路德宗。這場爭端經過數次戰鬥，在最後的白山之戰達到了高潮，当地等级贵族遭受了決定性的失敗。這開始了捷克兰的再天主教化，但也擴大了三十年戰爭的範圍，將丹麥和瑞典拉入其中。冲突蔓延至整个欧洲，对中欧造成了广泛破坏，其中波希米亚遭受的破坏最为严重。